# Східноафриканські гірські вересові пустища
Східноафриканські гірські вересові пустища (ідентифікатор WWF: AT1005) — афротропічний екорегіон гірських луків та чагарників, розташований у Східній Африці.

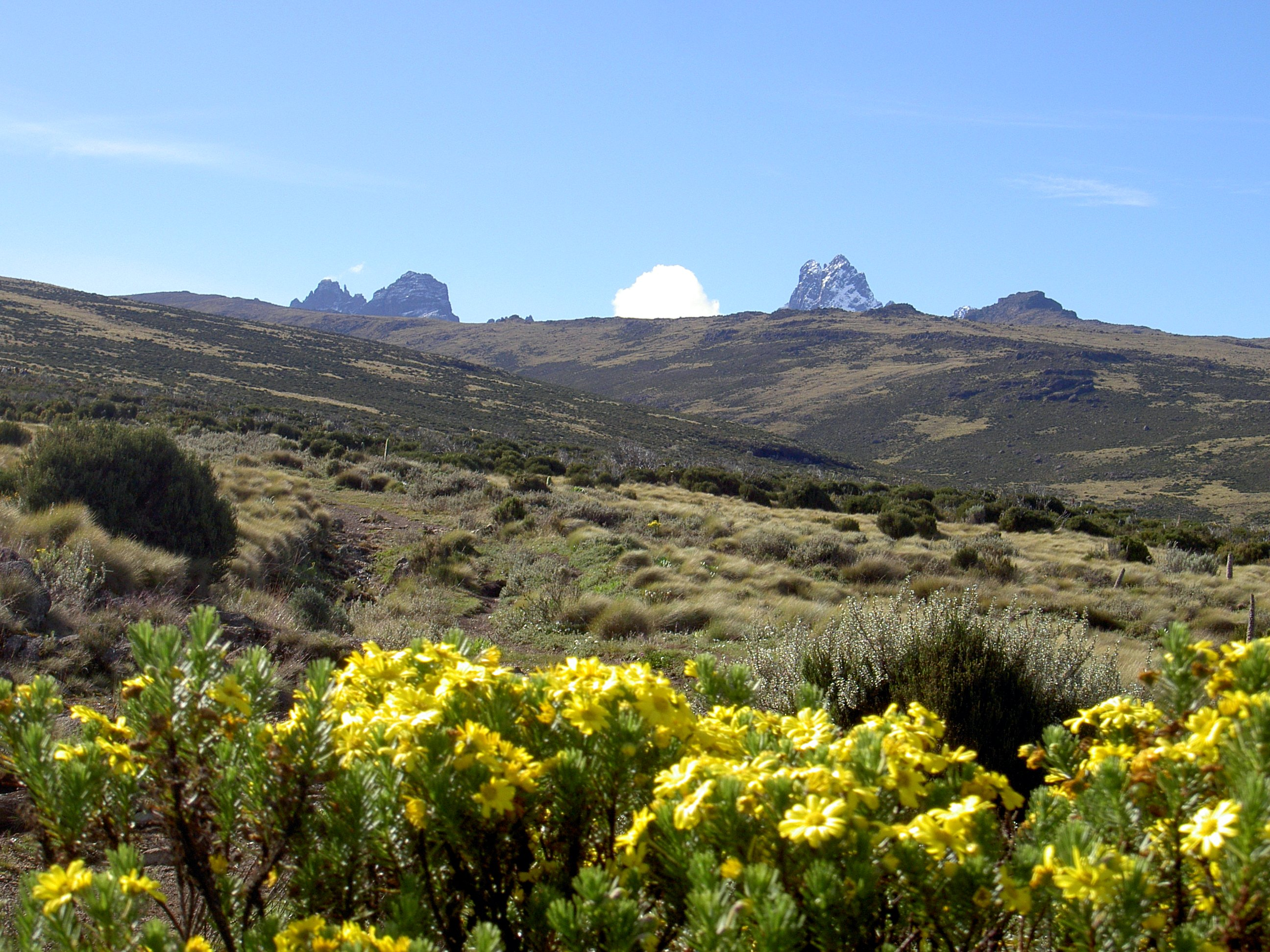
Високогірні пустища гори Кенія

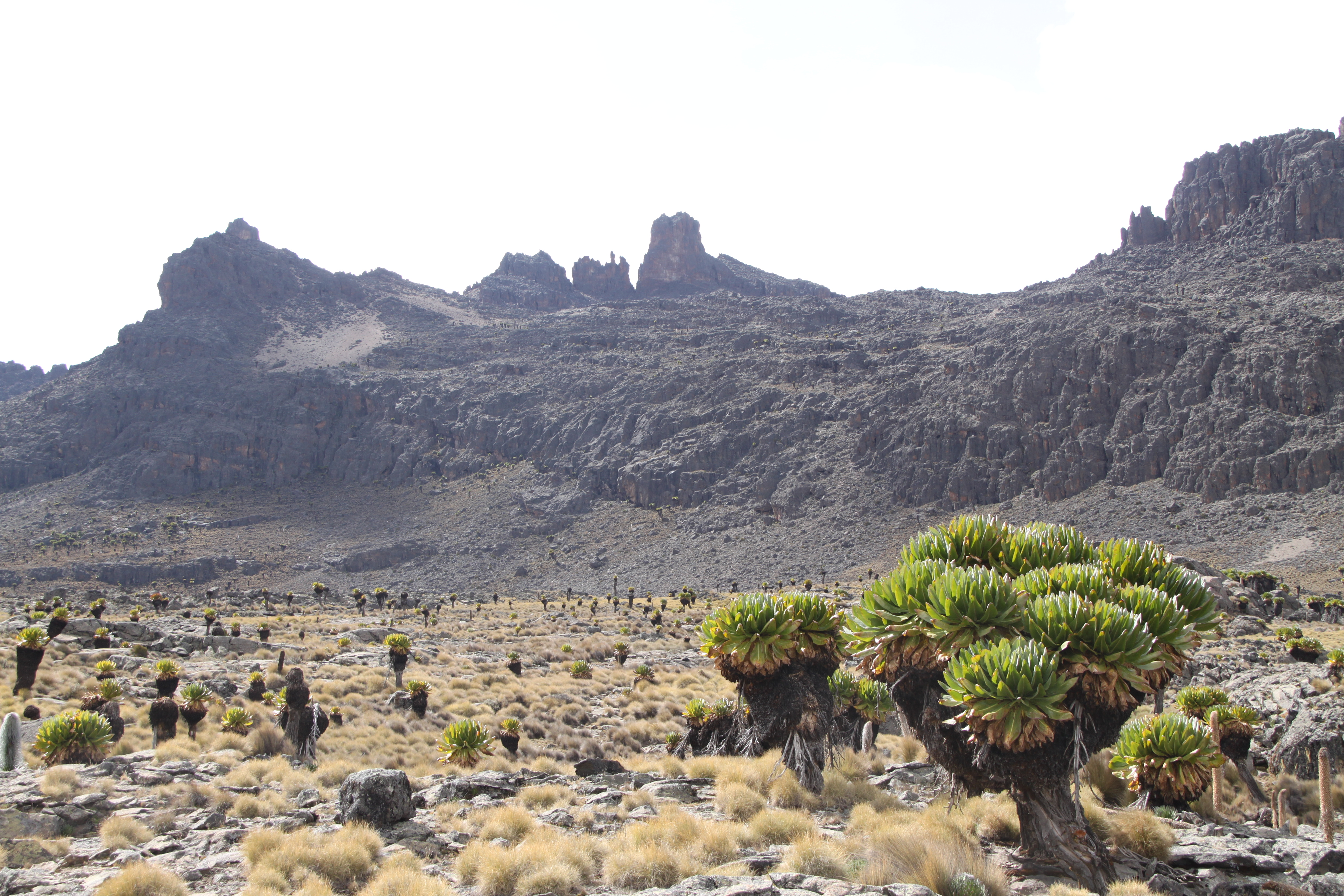
Високогірні пустища гори Кенія

## Географія
Екорегіон східноафриканських гірських вересових пустищ охоплює невеликі анклави, розташовані на висоті понад 3000 м над рівнем моря на вершинах найвищих гір Східної Африки: Кіліманджаро і Меру в північній Танзанії, Кенії та Абердеру в Кенії та  Елгону на кордоні Кенії та Уганди. На більш низьких висотах вересові пустища переходять у східноафриканські гірські ліси.
Всі гори регіону мають вулканічне походження. Найстаршою з них є гора Елгон, четверта за висотою гора Африки (4321 м), яка утворилася 25 мільйонів років тому. Кіліманджаро, найвища гора Африки висотою 5895 м, Кенія, друга за висотою гора Африки (5199 м), Абердер, середня висота якого становить 3500 м, і Меру (4566 м) є набагато молодшими і утворилися від 2 до 5 мільйонів років тому. На вершинах гір Кіліманджаро та Кенія лежать льодовики та снігові поля, хоча протягом останнього століття їхня площа зменшилася. Ґрунти в екорегіоні загалом кислі, що частково пояснює низьке видове різноманіття флори.

## Клімат
В межах регіону домінує суворий високогірний клімат, який характеризується екстримальними та різкими добовими коливаннями температури. На Кіліманджаро середньорічна кількість опадів на висоті понад 4350 м над рівнем моря становить лише 150 мм. На висоті понад 4000 м над рівнем моря щоночі трапляються морози, а середньорічна температура на висоті 5000 м над рівнем моря становить -1 °C.

## Флора
Основними рослинними угрупованнями екорегіону є лісисті луки та рідколісся, поширені на висоті від 3500 до 4500 м над рівнем моря. На цих луках домінують різні представники родини вересових (Ericaceae), а також різні види лобелії (Lobelia spp.) та деревного жовтозілля (Dendrosenecio spp.). В сухих районах, де трапляються пожежі, поширені купинні луки, на сухих кам'янистих схилах — чагарникові зарості цмину (Helichrysum spp.), а в надмірно зволожених місцевостях на низьких висотах — болота. На Кіліманджаро на висоті понад 4500 м поширена альпійська пустеля, рослинний покрив якої представлений невисокими подушкоподібними рослинами, зокрема твердолистою мітлицею (Agrostis sclerophylla) та афроальпійською моховинкою (Sagina afroalpina), які зустрічаються аж до снігової лінії, що пролягає на висоті приблизно 5000 м над рівнем моря.
Загалом флора екорегіону є подібною до флори гірських вересових пустищ Рувензорі та Вірунґи, іншого афромонтанського екорегіону, розташованого в горах Альбертінського рифту. Вона вирізняється низьким видовим різноманіттям і водночас високим рівнем ендемізму. Кількість ендемічних видів рослин, поширених в окремих частинах регіону, є різною: від двох на горі Меру до шести на Кіліманджаро та шістнадцяти на горі Елгон. Серед ендеміків екорегіону слід відзначити лобелію Телекі (Lobelia telekii), кенійське деревне жовтозілля (Dendrosenecio keniensis) та кіліманджарську розрив-траву (Impatiens kilimanjari). Багато рослин регіону розвивають різні пристосування, які дозволяють їм виживати у екстримальному високогірному кліматі. Деякі гігантські види лобелії та деревного жовтозілля можуть досягати до 8 м у висоту. Серед інших пристосувань слід відзначити розеткові та купинні форми деяких рослин та сріблясте листя.

## Фауна
В межах екорегіону зустрічається 208 видів хребетних тварин. Суворий клімат, відсутність лісового покриву та відносна ізоляція сприяють низькому видовому різноманіттю фауни регіону та водночас високому рівню ендемізму.
Серед поширених в екорегіоні ссавців слід відзначити африканського бородавочника (Phacochoerus africanus), чагарникову свиню (Potamochoerus larvatus), звичайну редунку (Redunca redunca), африканського леопарда (Panthera pardus pardus), дуже рідкісну гієнову собаку (Lycaon pictus), африканську цивету (Civettictis civetta), струнку мангусту (Herpestes sanguineus), смугастого мунго (Mungos mungo), звичайну генету (Genetta genetta), смугасту зорилу (Ictonyx striatus), капську видру (Aonyx capensis), капського дамана (Procavia capensis), пальмового крилана (Eidolon helvum), ангольського молоса (Mops condylurus). Майже ендемічними представниками екорегіону є абердерські кертиці (Tachyoryctes audax) та східноафриканські високогірні білозубки (Crocidura allex), які також зустрічаються у східноафриканських гірських лісах на більш низьких висотах. Ендеміками екорегіону є кенійські кротоземлерийки (Surdisorex polulus) та королівські кротоземлерийки (Tachyoryctes rex), поширені на горі Кенія, абердерські кротоземлерейки (Tachyoryctes audax), поширені в горах Абердер, та елгонські кротоземлерийки (Surdisorex schlitteri), поширені на горі Елгон.
Серед поширених в екорегіоні птахів слід відзначити гірського дрімлюгу (Caprimulgus poliocephalus), білочеревого серпокрильця (Tachymarptis melba), строкатого крука (Corvus albus), золотоголову нектарку (Nectarinia tacazze) та червонобоку нектарку (Nectarinia johnstoni). Майже ендемічними представниками екорегіону є кенійські турачі (Pternistis jacksoni), елгонські турачі (Scleroptila elgonensis), кіліманджарські окулярники (Zosterops eurycricotus), гірські таміки (Cisticola hunteri), кенійські таміки (Cisticola aberdare) та кенійські єрники (Macronyx sharpei).
Герпетофауна екорегіону включає багато ендемічних та майже ендемічних видів. Серед поширених в регіоні амфібій слід відзначити майже ендемічних керіньягських жаб (Sclerophrys kerinyagae), марсабітських шпоркових жаб (Xenopus borealis), річкових жаб де Вітте (Amietia wittei), гірських очеретянок (Hyperolius montanus) та тігонійських очеретянок (Hyperolius cystocandicans). Ендеміками екорегіону є кіліманджарські жаби (Strongylopus kilimanjaro), кенійські річкові жаби (Phrynobatrachus keniensis) та кінангопські річкові жаби (Phrynobatrachus kinangopensis). Серед поширених в екорегіоні плазунів слід відзначити майже ендемічних хамелеонів Хьонеля (Trioceros hoehnelii), кенійських гірських гадюк (Montatheris hindii) та альпійських адольфусів (Adolfus alleni). Ендеміками екорегіону є кенійські карликові хамелеони (Trioceros schubotzi) та танзанійські гірські карликові хамелеони (Trioceros sternfeldi).

## Збереження
Оцінка 2017 року показала, що 2666 км², або 86 % екорегіону, є заповідними територіями. Природоохоронні території включають: Національний парк Абердер, Лісовий заповідник Абердер, Національний парк гори Кенія, Лісовий заповідник гори Кенія, Національний парк гори Елгон, Національний парк Кіліманджаро, Національний парк Аруша та Лісовий заповідник Кіпіпірі.